# Philodryas livida
Philodryas livida är en ormart som beskrevs av Amaral 1923. Philodryas livida ingår i släktet Philodryas och familjen snokar. Inga underarter finns listade i Catalogue of Life.
Denna orm förekommer i delstaterna Mato Grosso do Sul, São Paulo och Goias i Brasilien. Några fynd dokumenterades i Paraguay. Arten lever i savannlandskapet Cerradon. Ibland besöks lövfällande skogar. Honor lägger ägg.
Beståndet hotas av landskapsförändringar. Enligt uppskattningar minskade hela populationen med 30 procent under tre generationer (räknad från 2014). IUCN kategoriserar arten globalt som sårbar.